# التدريب (الإرشادي)
التدريب هو شكل من أشكال التطوير الذي يقوم فيه شخص ما يسمى المدرب بدعم المتعلم أو العميل في تحقيق هدف شخصي أو مهني معين من خلال توفير التدريب والتوجيه. يُطلق على المتعلم أحيانًا اسم المتدرب . في بعض الأحيان، قد يعني التدريب وجود علاقة غير رسمية بين شخصين، أحدهما لديه خبرة وإطلاع أكثر من الآخر ويقدم المشورة والتوجيه؛ لكن التدريب يختلف عن التوجيه في التركيز على مهام أو أهداف محددة، بدلاً من الأهداف العامة أو التطوير الشامل.

## أصول
تستخدم كلمة التدريب في التعبير عن نوع قديم من وسائل النقل وكان أول استخدام لمصطلح «مدرب» فيما يتعلق بالتعليم أو التطوير في حوالي عام 1830 بجامعة أوكسفورد حيث كانت تستخدم بشكل عامي للإشارة الي المعلم الخصوصي الذي يقوم بدعم الطالب ومساعدته لاجتياز امتحان. وهكذا أصبحت كلمة «التدريب» تعبر عن عملية تستخدم لنقل الأشخاص من مكانهم إلى المكان الذي يريدون أن يكونوا فيه. كما أن أول استخدام لهذا المصطلح فيما يتعلق بالرياضة جاء في عام 1861.
تاريخياً، تأثر تطور مجال التدريب بالعديد من المجالات، بما في ذلك تعليم الكبار، والحركة البشرية المحتملة في الستينيات، ومجموعات تدريب التوعية (LGAT) للمجموعات الكبيرة، مثل Erhard Seminars Training (التي تأسست عام 1971)، ودراسات القيادة، والشخصية. التنمية، والحقول الفرعية المختلفة لعلم النفس.  قدمت جامعة سيدني أول وحدة دراسية في علم النفس التدريبي في العالم في يناير 2000،  وتم تأسيس العديد من الجمعيات الأكاديمية والمجلات الأكاديمية لعلم النفس التدريبي في السنوات اللاحقة (انظر Coaching psychology § History النفس التدريبي Coaching psychology § History).

## تطبيقات
يستخدم التدريب مجموعة من مهارات التواصل (مثل إعادة صياغة الحديث، والاستماع، والاستجواب، والتوضيح، وما إلى ذلك) لمساعدة العملاء على تغير وجهات نظرهم للاشياء وبالتالي اكتشاف طرق مختلفة لتحقيق أهدافهم. يمكن استخدام هذه المهارات في جميع أنواع التدريب تقريبًا. في هذا المعنى، التدريب هو شكل من أشكال «المهنة الفوقية» التي يمكن أن تنطبق على دعم العملاء في أي مسعى إنساني، بدءاً من اهتماماتهم في الصحة، والأبعاد الشخصية والمهنية والرياضية والاجتماعية والاجتماعية والأسرية والسياسية والروحية، إلخ. قد يكون هناك بعض التداخل بين أنواع معينة من أنشطة التدريب.  تتأثر أساليب التدريب أيضًا بالاختلافات الثقافية.

### اضطراب نقص الانتباه مع فرط النشاط
مفهوم التدريب للاضطراب نقص الانتباه مع فرط النشاط (ADHD) تم تقديمه لأول مرة في عام 1994 من قبل الأطباء النفسيين Edward M. Hallowell وJohn J. Ratey في كتابهما Driven to Distraction.
إن تدريب اضطراب نقص الانتباه مع فرط النشاط هو نوع متخصص من التدريب يستخدم تقنيات محددة مصممة لمساعدة الأفراد الذين يعانون من اضطراب فرط النشاط ونقص الانتباه. الهدف من تدريب الاضطراب هو التخفيف من آثار العجز في الوظائف التنفيذية، وهو ضعف شائع للأشخاص الذين يعانون من الاضطراب . يعمل المدربون مع العملاء لمساعدتهم على إدارة الوقت ووضع وتنظيم الأهداف وإكمال المشاريع بشكل أفضل. بالإضافة إلى مساعدة العملاء على فهم التأثير الذي أحدثه الاضطراب على حياتهم، يمكن للمدربين مساعدة العملاء على تطوير استراتيجيات للتغلب علي تحديات محددة، وتحديد نقاط القوة الفردية واستخدامها. يساعد المدربون أيضًا العملاء في الحصول على فهم أفضل للتوقعات المعقولة بالنسبة لهم كأفراد، حيث يبدو أن الأشخاص الذين يعانون من الاضطراب يحتاجون في كثير من الأحيان إلى مساعدة خارجية للحصول علي وعي ذاتي بإمكاناتهم.

### التنفيذي
التدريب التنفيذي هو نوع من تنمية الموارد البشرية لرواد الأعمال. يوفر الدعم الإيجابي والتعليقات والمشورة على أساس فردي أو جماعي لتحسين فعالية الأشخاص في بيئة العمل، حيث يركز اغلب الوقت على التغييرات السلوكية من خلال القياس النفسي أو التغذية الراجعة بزاوية 360 درجة. يسمى أيضًا بالتدريب التنفيذي أو بتدريب الشركات أو التدريب على القيادة. يساعد المدربون عملائهم على التقدم نحو أهداف مهنية محددة. وتشمل هذه الانتقال الوظيفي، والتواصل بين الأشخاص والمهنيين، وإدارة الأداء، والفعالية التنظيمية، وإدارة الحياة الوظيفية، والتغييرات الشخصية، وتطوير الوجود التنفيذي، وتعزيز التفكير الاستراتيجي، والتعامل بفعالية مع الصراعات، وبناء فريق فعال داخل المنظمة. قد يعمل طبيب نفساني صناعي تنظيمي كمدرب تنفيذي.
التدريب التنفيذي لا يقتصر على الخبراء الخارجيين أو مقدمي الخدمات. تتوقع العديد من المؤسسات من كبار قادتها والمدراء المتوسطين تدريب أعضاء فريقهم للوصول إلى مستويات أعلى من الأداء وزيادة الرضا الوظيفي والنمو الشخصي والتطوير الوظيفي. تشير الدراسات البحثية إلى أن التدريب التنفيذي له آثار إيجابية على أداء مكان العمل مع وجود بعض الاختلافات في تأثير المدربين الداخليين والخارجيين.
في بعض البلدان، لا يوجد أي شهادة أو ترخيص مطلوب ليكون الشخص مدربًا تنفيذيًا، وتسجيل عضوية في مؤسسة للتدريب شيء اختياري. علاوة على ذلك، يمكن أن تختلف معايير وطرق تدريب المدربين بشكل كبير بين منظمات التدريب. يشير العديد من مدربي الأعمال إلى أنفسهم كمستشارين، وهي علاقة عمل أوسع نطاقًا من علاقة تتضمن التدريب فقط.
في مكان العمل، أثبت التدريب التنفيذي أو القيادي أنه فعال لزيادة ثقة الموظفين في التعبير عن أفكارهم الخاصة. أظهرت الأبحاث أيضًا أن التدريب يمكن أن يساعد في تقليل التوتر في مكان العمل.

### الوظيفي
يركز التدريب المهني أو الوظيفي على العمل والوظيفة ويشبه الإرشاد المهني. لا ينبغي الخلط بين التدريب الوظيفي والتدريب علي الحياة (life coach)، والذي يركز على تنمية الشخصية. مصطلح آخر شائع للمدرب الوظيفي هو «المرشد الوظيفي».

### المسيحي
المدرب المسيحي ليس قس أو مستشارًا (على الرغم من أن المدرب قد يكون مؤهلًا أيضًا في تلك التخصصات)، ولكنه شخص تم تدريبه بشكل احترافي على التعامل مع أهداف محددة من منظور مسيحي أو توراتي متميز.

### التدريب المشترك
التدريب المشترك هو ممارسة منظمة للتدريب بين الأقران في مجال التدريب بهدف تحسين مهارات التدريب لديهم.

### المواعدة
يقدم مدربي المواعدة التدريب والمنتجات والخدمات ذات الصلة لتحسين نجاح عملائهم في المواعدة والعلاقات.

### المالي
التدريب المالي هو شكل جديد نسبيًا من التدريب يركز على مساعدة العملاء على التغلب على العقبات التي تمنعهم من تحقيق أهداف وتطلعات مالية محددة حددوها لأنفسهم. التدريب المالي هو علاقة فردية يعمل فيها المدرب مع العميل لتوفير التشجيع والدعم بهدف تسهيل تحقيق الخطط الاقتصادية للعميل. يركز المدرب المالي ، الذي يطلق عليه أيضًا مدرب المال ، على مساعدة العملاء على إعادة هيكلة الديون وتقليلها، وخفض الإنفاق، وتطوير عادات الادخار، وتطوير الانضباط المالي. في المقابل، يشير مصطلح «المستشار المالي» إلى مجموعة واسعة من المهنيين الذين يزودون العملاء عادةً بالمنتجات والخدمات المالية.
على الرغم من أن البحث المبكر يربط بين التدريب المالي والتحسينات في النتائج التي يحصل عليها العميل، إلا أن التحليل الأكثر صرامة ضروري قبل إنشاء أي روابط سببية.

### الصحة والعافية
أصبح التدريب الصحي طريقة جديدة لمساعدة الأفراد على "إدارة" أمراضهم وحالاتهم، خاصة تلك ذات الطبيعة المزمنة. سيستخدم المدرب تقنيات خاصة وخبرة شخصية وتشجيع لمساعدة المتدرب على إحداث تغييرات سلوكية له مع السعي إلى تقليل المخاطر الصحية وتقليل تكاليف الرعاية الصحية. قامت الجمعية الوطنية لمدربي الصحة (NSHC) بتمييز مصطلح مدرب الصحة (health coach) عن مدرب العافية (wellness coach) . وفقًا لـ NSHC ، فإن المدربين الصحيين مؤهلون "لتوجيه أولئك الذين يعانون من حالات حادة أو مزمنة كما يمكنهم أيضا توجيه نطاق من الحالات ذات مخاطر معتدلة إلى مخاطر صحية عالية"، ويوفر مدربون العافية الإرشاد والإلهام للأفراد الأصحاء الذين يرغبون في الحفاظ أو تحسين الحالة الصحية العامة لهم ".

### الواجبات المنزلية
يركز التدريب على الواجب المنزلي(homework coaching) على تزويد الطالب بالمهارات الدراسية اللازمة للنجاح أكاديمياً. هذا النهج يختلف عن التدريس العادي الذي يسعى عادة إلى تحسين أداء الطالب في موضوع معين.

### في التعليم
يتم تطبيق التدريب لدعم الطلاب وأعضاء هيئة التدريس والإداريين في المؤسسات التعليمية. بالنسبة للطلاب يعمل التدريب علي تحسين درجاتهم ومهاراتهم الأكاديمية والاجتماعية؛ للمعلمين والإداريين، يمكن أن يساعد التدريب في الانتقال إلى أدوار جديدة.

### الحياة
التدريب على الحياة (life coach) هو عملية مساعدة الناس على تحديد وتحقيق الأهداف الشخصية من خلال تطوير السلوك والمهارات التي تؤدي إلى التحكم في حياتنا بشكل ايجابي.   يتناول هذا النوع من التدريب قضايا عامه مثل التوازن بين العمل والحياة والتغييرات المهنية، وغالبًا ما يحدث خارج مكان العمل.

### العلاقات
التدريب علي العلاقات هو تطبيق للتدريب على العلاقات الشخصية والمهنية.

### الرياضة
في مجال الرياضة، المدرب هو الشخص الذي يوفر الإشراف والتدريب للفريق الرياضي أو اللاعبين الفرديين. يشارك المدربون الرياضيون في الإدارة والتدريب الرياضي والتدريب على المنافسة وتمثيل الفريق واللاعبين. وجدت الدراسات الاستقصائية للأدبيات حول التدريب الرياضي  أن هناك زيادة في عدد المنشورات ومعظم المقالات تضمنت أسلوب بحث كمي. كانت الأوراق التي كتبها المؤلفون في موضوع علم النفس الرياضي أكثر شيوعًا.

## الأخلاق والمعايير
منذ منتصف التسعينيات، عملت الجمعيات المهنية للتدريب مثل جمعية التدريب والمجلس الأوروبي للتوجيه والتدريب والرابطة الدولية للتدريب والاتحاد الدولي للمدربين على تطوير معايير التدريب.  :287–312  أشار عالم النفس جوناثان باسمور في عام 2016::3
 في حين أن التدريب أصبح تدخلًا معترفًا به، إلا أنه للأسف لا توجد معايير أو نظام ترخيص معترف به على نطاق واسع. استمرت الهيئات المهنية في تطوير معاييرها الخاصة، لكن الافتقار إلى التنظيم يعني أنه يمكن لأي شخص تسمية نفسه مدرب سواء كان التدريب مهنة تتطلب التنظيم، أو مهنة تتطلب الاحترافيه والمعايير، فلا يزال ذلك موضوع نقاش. 
 أحد التحديات في مجال التدريب هي التمسك بمستويات احترافية من الخدمة والمعايير والأخلاق.  تحقيقا لهذه الغاية، فإن هيئات التدريب والمنظمات لديها مجموعه من القواعد والاخلاقيات المهنية والمعايير للأعضاء.  :287–312  ومع ذلك، نظرًا لعدم تناسق معايير هذه الهيئات مع بعضها، ولأن المدربين لا يحتاجون إلى الانتماء إلى مثل هذه الهيئة، فإن الأخلاقيات والمعايير متباينة في هذا المجال.
في فبراير 2016، أطلقت AC و EMCC «مدونة أخلاق عالمية» للمجال بأكمله؛ وتم دعوة الأفراد والجمعيات والمنظمات للتوقيع عليها.  :1
مع تزايد شعبية التدريب،  تقدم الآن العديد من الكليات والجامعات برامج تدريب معتمدة من قبل جمعية مهنية للتدريب. تقدم بعض الدورات شهادة مدرب الحياة بعد بضعة أيام فقط من التدريب،  ولكن مثل هذه الدورات، إذا كانت معتمدة، تعتبر برامج تدريب "انتقائية"، والتي قد تقدم أو لا برنامج تدريب كامل". على سبيل المثال، تتطلب بعض برامج التدريب "الشاملة" المعتمدة من قبل ICF ، ما لا يقل عن 125 ساعة من التعلم، و 10 ساعات تدريب من الموجهين وعملية تقييم للأداء.  هذا تدريب قليل جدًا مقارنةً بمتطلبات التدريب في بعض المهن المساعدة الأخرى: على سبيل المثال، يتطلب الترخيص كطبيب نفساني استشاري في ولاية كاليفورنيا 3000 ساعة من الخبرة المهنية الخاضعة للإشراف. ومع ذلك، فإن ICF ، على سبيل المثال، يقدم أوراق اعتماد "مدرب معتمد" والتي تتطلب تقديم "2500 ساعة (2,250 مدفوعة) من تجربة التدريب مع 35 عميلًا على الأقل"  و "شهادة مدرب محترف" مع متطلبات أقل. تقدم الهيئات المهنية الأخرى بالمثل خيارات اعتماد مدرب للمبتدئين والمتوسطين والمتقدمين. بعض المدربين هم من المدربين المعتمدين وعلماء الإرشاد النفسي المرخص لهم، حيث يقومون بدمج التدريب والإرشاد النفسي.
يرى النقاد أن التدريب على الحياة يشبه العلاج النفسي ولكن دون قيود قانونية وتنظيم من الدولة.    لا توجد لوائح دوليه / متطلبات الترخيص للمدربين. بسبب عدم وجود قواعد تنظيمية كتلك، يمكن للأشخاص الذين ليس لديهم تدريب أو شهادة رسمية الادعاء بأنهم مدربين على الحياة أو العافية.

## حجم السوق
يقدر حجم سوق صناعة التدريب الشخصية في الولايات المتحدة بنحو 1.1 مليار دولار أمريكي ومتنامية.
أفادت دراسة استقصائية أجريت في عام 2004 شملت 2529 من أعضاء ICF أن 52.5 ٪ يعملون بدوام جزئي كمدربين ويكسبون 30,000 دولار أمريكي أو أقل، في حين أفاد 32.3 ٪ أنهم يكسبون أقل من 10,000 دولار في السنة.
أفاد استطلاع عام 2016 أجراه الـ ICF أن 53 ألف مدرب محترف، معظمهم يعملون في أمريكا. أبلغوا عن متوسط دخل قدره 51000 دولار أمريكي مع بعض المدربين المتخصصين الذين يبلغون عن كسب 100000 دولار أو أكثر.